# Pedro Antonio Díaz Molina
Pedro Antonio Díaz Molina (Yaguajay, 17 de enero de 1850-Caimito, 15 de mayo de 1924) fue un militar y patriota cubano. Único esclavo liberto que logró alcanzar el grado de mayor general del Ejército Libertador.

## Orígenes y Guerra de los Diez Años
Nació en el poblado de Yaguajay, entonces perteneciente a la provincia de Las Villas, el 17 de enero de 1850. Hijo de la esclava Cesárea Regla, adoptó los apellidos de sus dueños, siendo esclavo él también.
El 10 de octubre de 1868, estalló la Guerra de los Diez Años (1868-1878), primera guerra por la independencia de Cuba. En febrero de 1869, se alzaron los primeros patriotas en la región de Las Villas. Habiendo escuchado las noticias de los alazamientos, Pedro se fugó de su hacienda en abril de ese mismo año, para unirse a los mambises.
En dicha guerra, Díaz combatió bajo las órdenes de los generales Salomé Hernández, Francisco Villamil, Carlos Roloff, Miguel Jerónimo Gutiérrez, Honorato del Castillo y los hermanos Federico y Adolfo Fernández Cavada.
Al terminar la guerra en 1878, Díaz se hallaba bajo el mando del entonces coronel Francisco Carrillo Morales, en la jurisdicción de Remedios. Para ese entonces, ya Díaz era comandante. El Pacto del Zanjón, que puso fin a esa guerra, reconoció la libertad de los esclavos que habían luchado en el Ejército Mambí, lo cual benefició al comandante Díaz Molina.

## Guerra Chiquita y Tregua Fecunda
En agosto de 1879, estalló la Guerra Chiquita (1879-1880), segunda guerra por la independencia de Cuba. El comandante Pedro Díaz se alzó en noviembre de 1879 y se mantuvo en armas hasta agosto de 1880, ya fracasada la guerra. Díaz terminó dicha guerra con los grados de teniente coronel.
Tras esto, se estableció en la villa de San Juan de los Remedios y se dedicó a las labores agrícolas en varios ingenios. Se involucró en las distintas conspiraciones independentistas cubanas de la época.

## Guerra Necesaria
El 24 de febrero de 1895, estalló la Guerra Necesaria (1895-1898), tercera guerra por la independencia de Cuba. El teniente coronel Pedro Díaz Molina se levantó en armas el 5 de junio de ese año y, poco después, fue designado jefe de la "Brigada de Remedios".
Se unió a los generales Máximo Gómez y Antonio Maceo durante la invasión a Occidente y tomó parte en varios de sus combates, particularmente en Calimete y Coliseo.
Participó igualmente en las campañas de Maceo en Pinar del Río y estuvo presente en la batalla de San Pedro, donde perdió la vida el general Maceo, el 7 de diciembre de 1896. Posteriormente, el general Díaz auxilió las expediciones del coronel Francisco Leyte-Vidal y el general Juan Rius Rivera en la provincia de Pinar del Río.
En 1898, el ejército de los Estados Unidos intervino en la guerra contra España y ocupó militarmente la isla hasta 1902. Pedro Díaz terminó la guerra, en 1898, con grados de mayor general, junto a sus tropas en su campamento, cerca de la ciudad de Pinar del Río.

## Últimos años y muerte
Tras la guerra y ya establecida la República, el general Díaz fue elegido representante por Artemisa, entre 1902 y 1906. Se casó con su compañera de muchos años, Hilaria Bocourt y tuvo con ella seis hijos.
Falleció de causas naturales, el 15 de mayo de 1924, en Caimito, La Habana, a los setenta y cuatro años de edad.
Su segundo nombre, "Antonio", lo adoptó en honor al general Antonio Maceo, a quien admiró profundamente. Fue el único esclavo que logró alcanzar los grados de general en el Ejército Mambí cubano.